# Acidente Ferroviário de Bias
O Acidente Ferroviário de Bias foi a colisão entre um automóvel e um comboio em 18 de Junho de 2003, numa passagem de nível junto ao Apeadeiro de Bias, na Linha do Algarve, em Portugal. Este acidente fez três mortos e dois feridos.

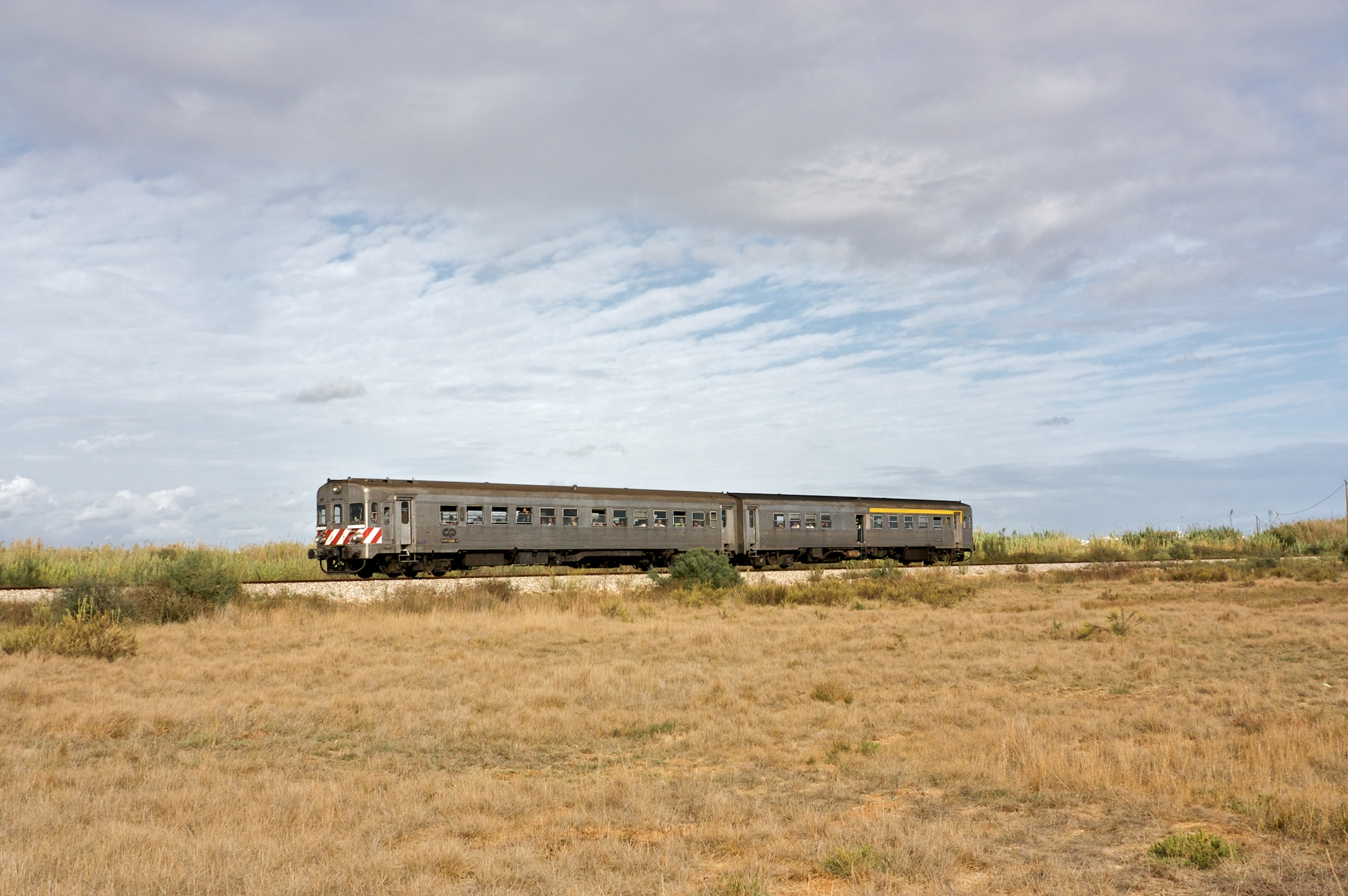
Comboio de passageiros a circular junto a Olhão, em 2009.

## Acidente
Por volta das 13 horas do dia 18 de Junho de 2003, um automóvel foi colhido por um comboio de passageiros na passagem de nível junto ao Apeadeiro de Bias, na zona da Fuseta, levando à morte de duas alunas de nacionalidade irlandesa e um professor alemão de 48 anos. Também fez dois feridos, um jovem português, que sofreu um traumatismo craniano, e uma aluna da mesma nacionalidade, que apresentava um estado menos grave. Ambos foram internados no Hospital de Faro. Apesar da violência da colisão, nenhum dos passageiros do comboio ficou ferido, tendo este prosseguido pouco depois a sua marcha de Faro para Vila Real de Santo António. Os ocupantes do veículo automóvel eram vários alunos e um professor do curso de Biologia Marinha da Universidade do Algarve, que se estavam a deslocar até à Ria Formosa, para um trabalho de recolha de espécimes.
Esta passagem de nível tinha problemas de visibilidade, estando situada numa recta entre duas curvas da linha férrea.